# Rivière Pokemouche
Pour les articles homonymes, voir Pokemouche (homonymie).
La rivière Pokemouche est une rivière qui prend sa source dans les environs de Paquetville, au Nouveau-Brunswick. Elle suit un tracé approximativement ouest-est, avant de s'élargir pour devenir le lac Inkerman et finalement se déverser dans le golfe du Saint-Laurent.

## Toponyme
Le nom Pokemouche dérive de Pokomoochpetooaak, un mot en langue micmaque qui signifierait entrée d'eau salée, beaucoup de poissons ou encore terre d'abondance. Le nom fut mentionné pour la première fois en 1686 sur une carte géographique de Franquelin, avec l'orthographe Pakmouch. Il y eut ensuite successivement Poquemouche (Bellin, 1744 et Mitchell, 1755), Pokemushi (Jefferys, 1755), Bamush (DesBarres, 1778), Pockmouche (Coney, 1832 et Saunders, 1852) et Pokamouche (Gesner, 1847). L'orthographe actuelle apparut en 1852 (Perley).

## Géographie

### Cours

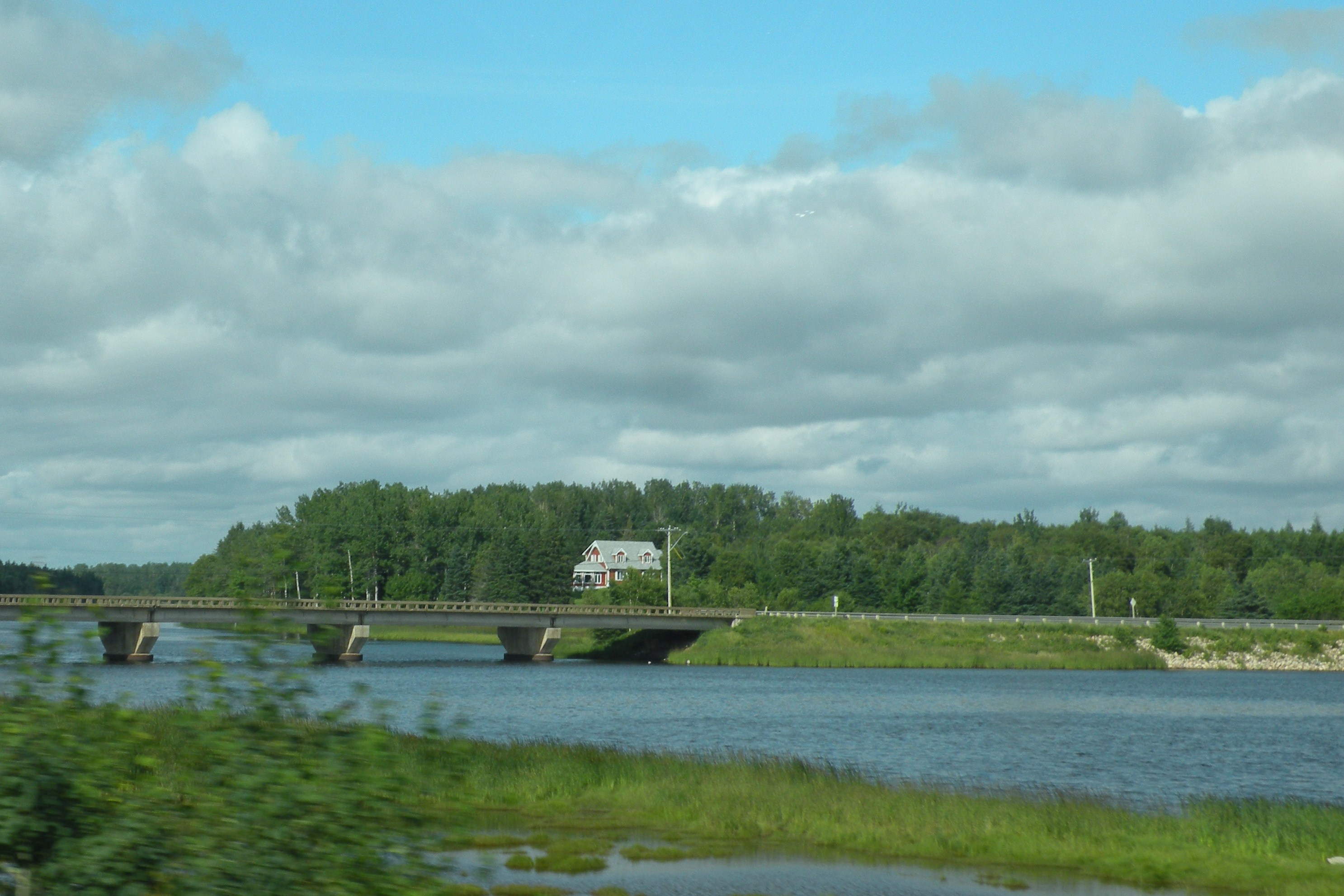
La rivière dans le village de Pokemouche.

La Pokemouche prend sa source à 100 mètres d'altitude, à l'ouest du hameau de Val-Doucet à Notre-Dame-des-Érables. La source est située dans les hautes terres de la péninsule acadienne, dans les landes du Caribou, une région à la végétation basse où se trouvent également les sources de la rivière Caraquet et du Grande rivière Tracadie Nord. La Pokemouche passe ensuite au sud de Val-Doucet en suivant un cours très sinueux orienté généralement vers l'est. À 19 kilomètres à l'est de sa source, la rivière passe par un premier hameau, Bois-Blanc. À Maltempèque, la rivière s'élargit fortement, mesurant de 250 à 500 mètres de large. À Pokemouche, la rivière vire presque à angle droit vers le nord-est puis, 2 kilomètres et demi plus loin, un autre coude la fait se diriger vers le sud-est. À ce même endroit, la rivière s'élargit pour former le lac Inkerman ou lac Pokemouche. Après s'être rétrécie au niveau des ponts d'Inkerman entre la pointe Gibbs et la pointe Mazerolle, la rivière s'élargit à nouveau pour former la baie de Pokemouche, dont les eaux se déversent trois kilomètres plus loin dans le golfe du Saint-Laurent par le goulet de Pokemouche perçant la plage de Pokemouche.
Le cours de la rivière peut être séparé en plusieurs régions :
- la haute vallée, entre la source et Bois-Blanc, est une région au relief escarpé et où la rivière passe par une vallée profonde, parfois même un canyon. Le principal sommet, sur la rive nord, est la butte à Morrison. Les rives sont boisées mais il y a des bleuetières et de la sylviculture à courte distance ;

- la basse vallée s'étend peu après Bois-Blanc, où la rivière passe entre deux plateaux. La vallée s'élargit alors, tandis que la rive sud conserve une pente plus abrupte. C'est une région en partie urbanisée ;

- la région du lac Inkerman et de la baie de Pokemouche est bordée au nord par la plaine de Shippagan et au sud par des terres aussi basses.

## Histoire
En 1935, une tempête désensable une épave près de l'ancienne embouchure de la rivière Pokemouche, à Inkerman. C'est en 1970 que la Société historique Nicolas-Denys organise des fouilles afin de récupérer l'épave. Il s'agit vraisemblablement d'un navire de la Compagnie de l'île Saint-Jean ayant fait naufrage en 1723 et mentionné en 1724 dans un rapport du sieur L'Hermitte. Il semble en fait que ce soit la situation de l'épave dans le goulet peut profond qui ait en fait provoqué l'ensablement.

### Hydrologie
Les affluents de la rivière Pokemouche sont des cours d'eau peu puissants et de faible longueur mais parfois très larges :
- la Haute rivière Pokemouche Sud (8 km) dans la forêt de la paroisse de Saint-Isidore en rive droite ;
- le ruisseau à la Truite (11 km) près de Bois-Blanc en rive gauche ;
- le ruisseau Sewell (13 km) dans la forêt de la paroisse de Paquetville en rive droite ;
- le ruisseau Pollard (8 km) dans la forêt de la paroisse de Paquetville en rive gauche ;
- le ruisseau Dempsey (9 km) 300 mètres plus loin en rive gauche ;
- le ruisseau Maltempèque (11 km) à Maltempèque en rive gauche ;
- le ruisseau Cowans (8 km) à Cowans Creek en rive droite ;
- la rivière Pokemouche Sud (7 km) à Pokemouche en rive droite ;
- la rivière Waugh (14 km) à Évangéline en rive gauche.

## Activités
En raison de sa largeur, plusieurs ponts importants traversent la rivière. D'amont en aval: le pont de Landry, le pont de la route 11, le pont de la route 113, le pont ferroviaire d'Inkerman puis le pont routier d'Inkerman (aussi de la route 113). Un petit port de pêche se trouve à Inkerman.

## Culture
La rivière Pokemouche est mentionné dans le recueil de poésie La terre tressée, de Claude Le Bouthillier.